# Гребенкино (Калужская область)
Гребенкино — деревня в Медынском районе Калужской области России. Входит в сельское поселение «Деревня Гусево». До упразднения уездно-губернского деления входило в состав Городенского стана, а затем Гиреевской волости Медынского уезда . Население — 5 человек .

## Этимология
Название деревни происходит от некалендарного славянского имени Гребень

## География
Находится в пределах Смоленско-Московской возвышенности Русской равнины, на берегу реки Шаня, в 21 км от города Медынь, и в 5,2 км от центра сельского поселения — деревни Гусево. Ближайшие населённые пункты — деревня Коняево (1,4 км), деревня Прокшино (2,5 км) и деревня Мешково (2,8 км).

## История
- 1694 году деревня Гребенкино и сельцо Коняево относится к Городенском стану  Медынского уезда, во владении Матвея Кушеярова. Севернее Гребенкина проходила в конце XVII века граница Медынского и Можайского уездов
- 1709 год: Гребенкино в составе Медынского уезда входит в Калужскую провинцию Московской провинции[4].
- 1776 год: Гребенкино в составе Медынского уезда входит в Калужское наместничество.
- 1796 год: Гребенкино в составе Медынского уезда входит в Калужскую губернию.

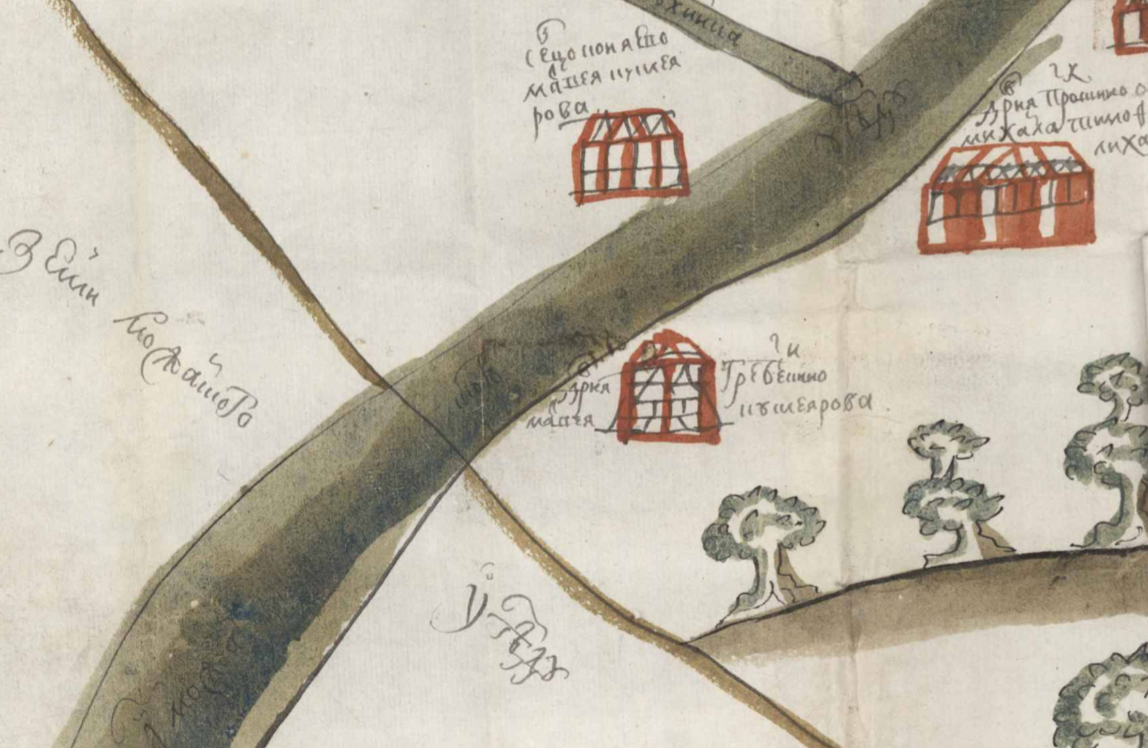
Гребенкино

- 1782 год: Деревни Гребенкино и Коняево с пустошами принадлежат Федору Глебовичу Салтыкову (сыну Дарьи Николаевны Салтыковой). Гребенкино стоит на правом берегу реки Шаня. В деревнях — 78 дворов, 493 жителя женского и мужского пола, 1100 десятин и 2300 саженей земли[5].
- 1824 год —Гребенкино, Захаровское и Мешково принадлежит жене генерал-майора Евграфа Владимировича Давыдова, Варваре Фаддеевне Давыдовой(в девичестве Тютчевой)[6].

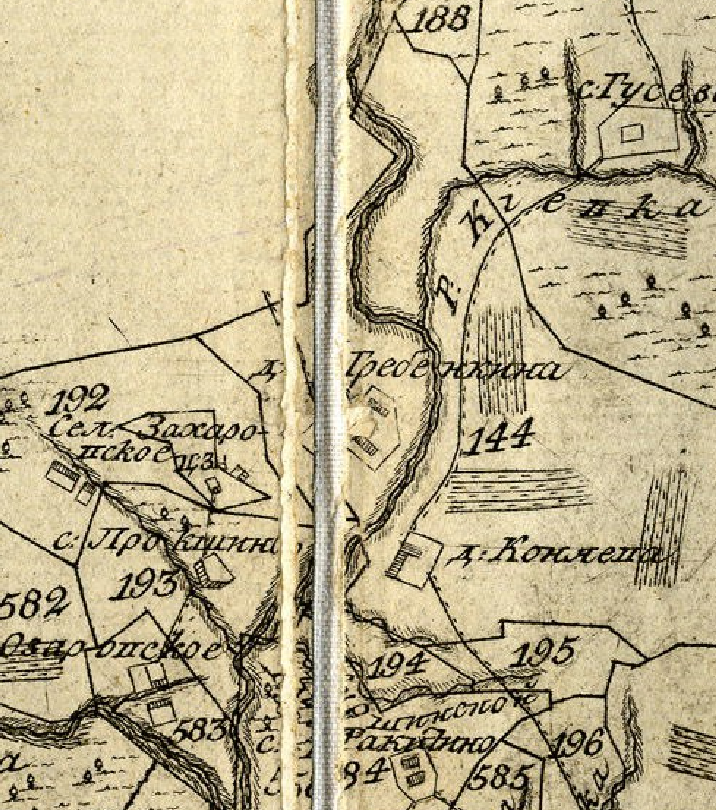
Деревня Гребенкино на карте генерального межевания 1779-го года

- 1863 год: Гребенкино — владельческая деревня при реке Шане 2-го стана Медынского уезда Калужской губернии, по левую сторону тракта Медынь—Гжатск. В ней — 14 дворов, 305 жителей[7][8].Деревня Гребенкино на карте генерального межевания 1779-го года1897 год: Гребенкино — деревня Гиреевской волости, 2-го стана, 3-го земского участка, 2-го участка земского следователя, Медынского уезда Калужской губернии. В ней 437 жителей[9].
- 1903(5?) год: Известный архитектор и исследователь византийского стиля, Николай Владимирович Султанов, строит недалеко от деревни Гребенкино, в селе Захаровское (Наумовщина)[10][11] кирпичную церковь Троицы Живоначальной (55°02′41″ с. ш. 35°37′28″ в. д.HGЯO)[12][13][14]. Церковь была построена на месте уже существующей церкви того же имени[15][5]. Сейчас церковь заброшена, а село Захаровское не существует.
- 1914 год: Гребенкино — деревня Гиреевской волости, в нёй 427 жителей[16].

### Великая Отечественная война
- 15 января 1942 года: Командующий Западным фронтом приказывает по боевой тревоге поднять 53-ю стрелковую дивизию и в обход противника, обороняющегося на реке Шаня, захватить Мятлево[17].
- 16 января 1942 года: К 3:00 53-я стрелковая дивизия вошла в деревню Дошино.
- 17 января 1942 года: В 15:00 53-я дивизия из района Гусево, Мешково, Гребенкино выдвинулась в сторону станции Кошняки.

## Инфраструктура
Личное подсобное хозяйство с зоной сельскохозяйственного использования, индивидуальная застройка усадебного типа.

## Транспорт
Деревня доступна по просёлочным дорогам.